# Kyrgyzská kuchyně

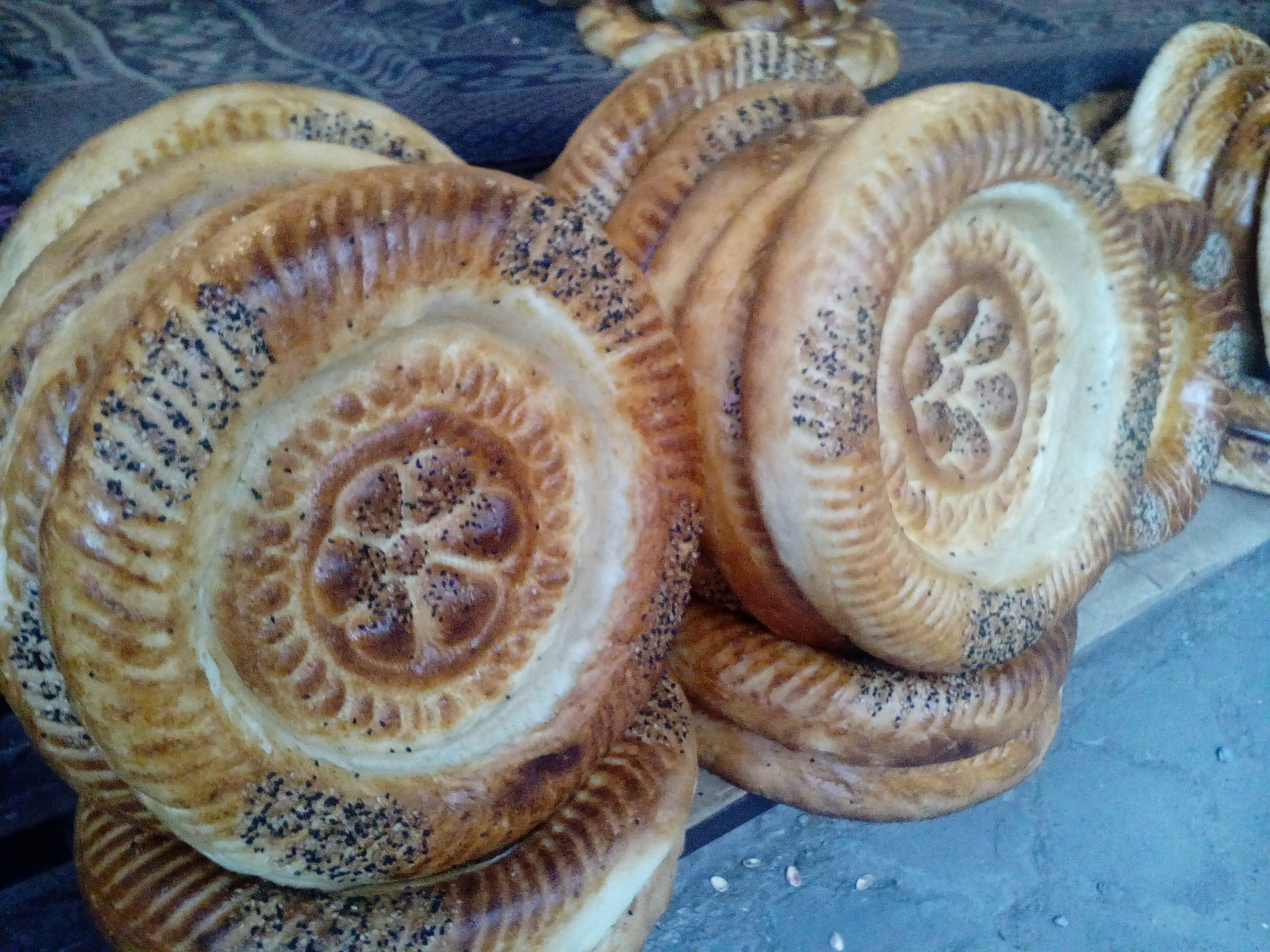
Kyrgyzský nan na trhu ve městě Oš

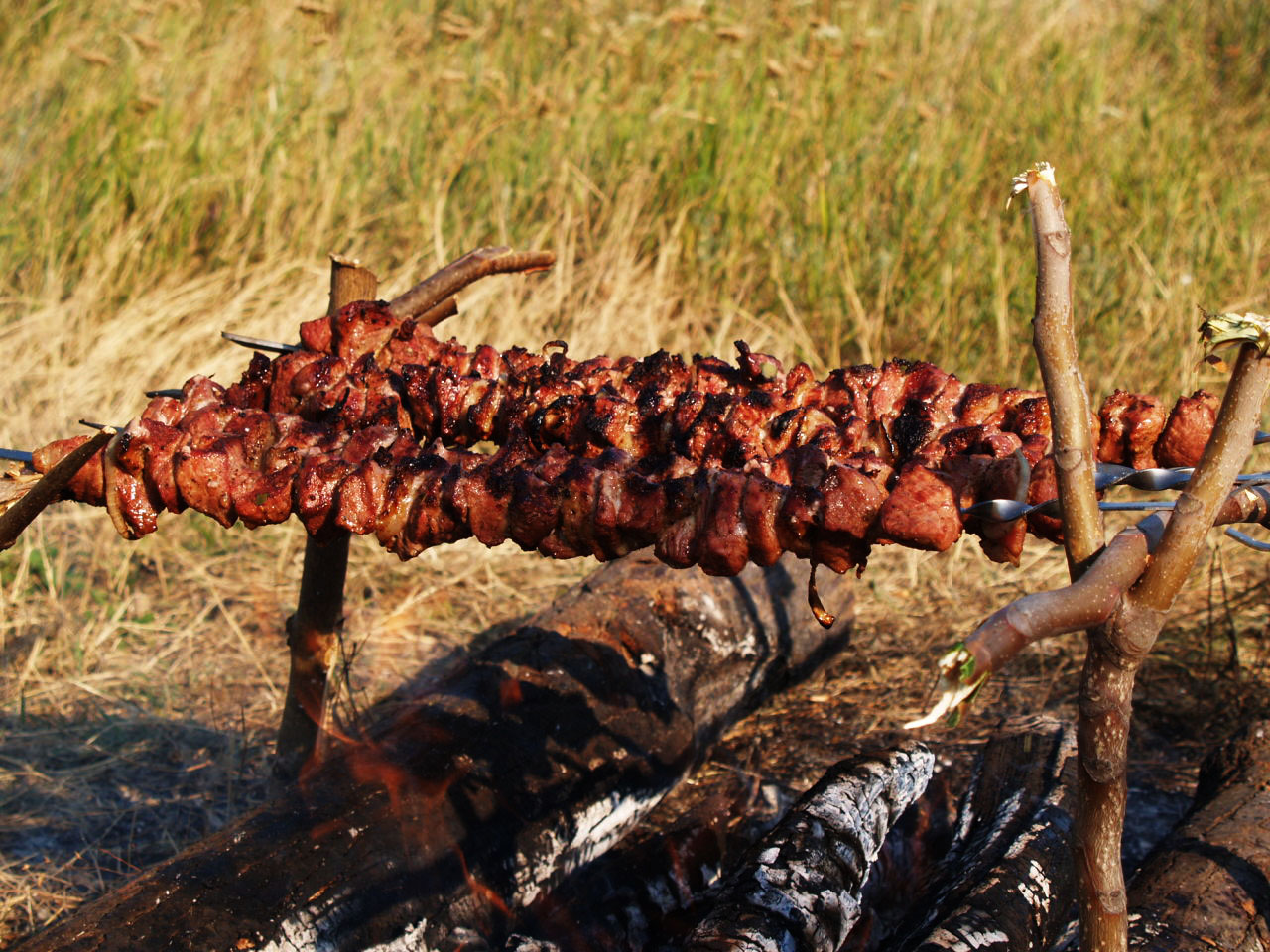
Šašlik

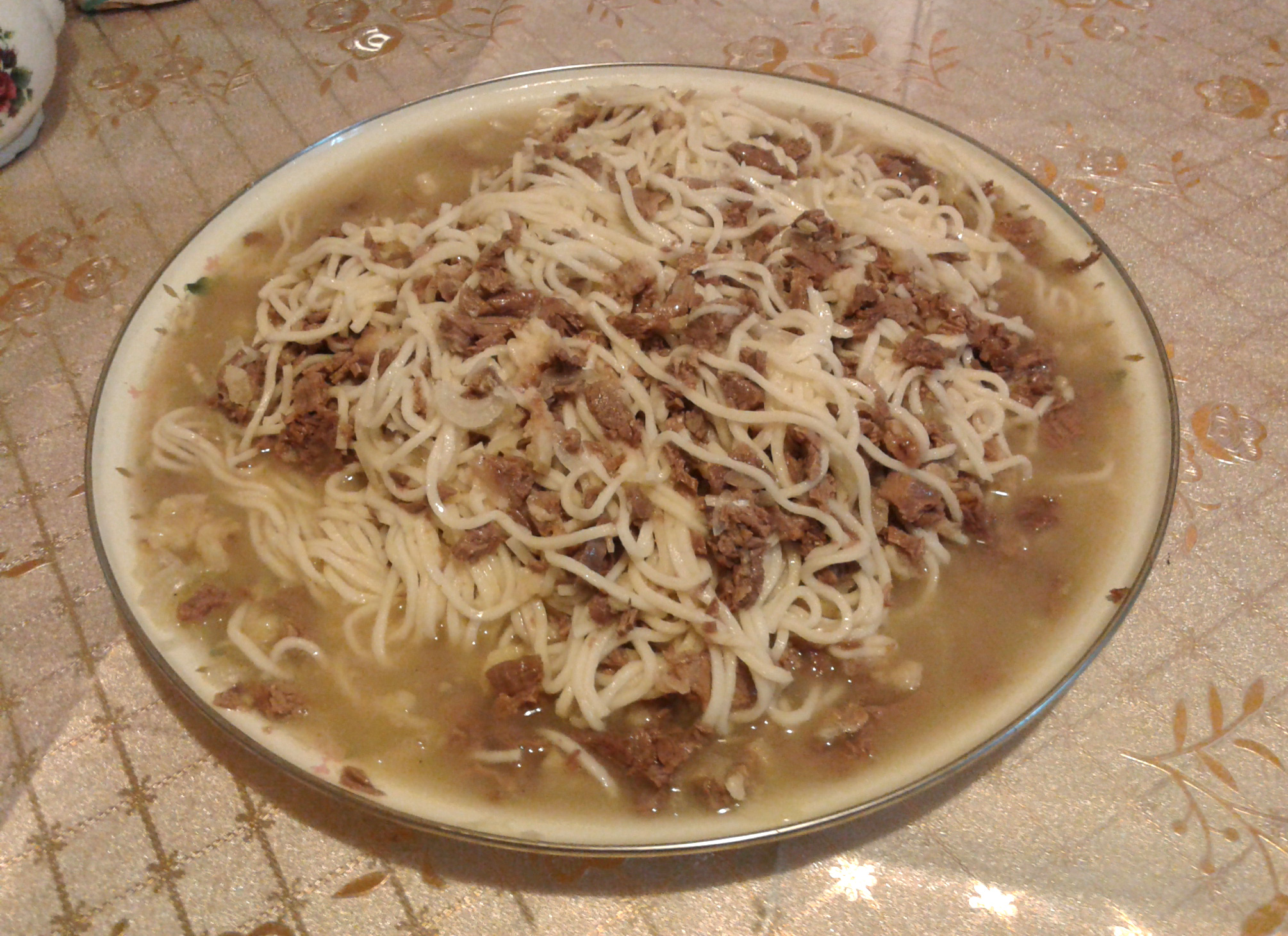
Bešbarmak

Kyrgyzská kuchyně (kyrgyzsky: Кыргыз ашканасы) vychází z nomádských tradic Kyrgyzů a je podobná ostatním kuchyním v regionu střední Asie, ale byla ovlivněna i dalšími vlivy (například ruskou kuchyní). Základem kyrgyzské kuchyně je pšenice, nudle, chléb, rýže, mléčné výrobky a maso, především pak skopové, hovězí a koňské.

## Příklady kyrgyzských pokrmů
Příklady kyrgyzských pokrmů:
- Nan, kyrgyzský druh chleba
- Šašlik, opékané masové špízy
- Samsa, kapsy z těsta trojúhelníkového tvaru plněné masem a cibulí
- Plov (pilaf), rýžová směs s masem a zeleninou
- Bešbarmak, nudlový pokrm s masem a omáčkou
- Kuurdak, smažené kousky masa a cibule[2]
- Čorba, zeleninová polévka[3]
- Manty, plněné knedlíčky[4]

## Příklady kyrgyzských nápojů
Příklady kyrgyzských nápojů:
- Čaj
- Kumys, alkoholický nápoj z kobylího mléka
- Šoro, nealkoholický nápoj z pšenice
- Bozo, slabě alkoholický nápoj